# Mas Palol (Torroella de Fluvià)
El Mas Palol és una masia historicista de Torroella de Fluvià (Alt Empordà) inclosa a l'Inventari del Patrimoni Arquitectònic de Catalunya.

## Descripció
El mas de Palol és un gran edifici aïllat situat dalt d'un turó al costat de la carretera de Torroella a Sant Miquel de Fluvià. Al costat hi ha la casa dels masovers que té restes més antigues. El casal que posseeix una torreta, merlets i altres detalls de fortificació, purament decoratius, fou, en bona part, construït sobre les restes de l'església romànica de Sant Genis. El que avui resta del temple queda amagat en el conjunt del mas.